# Chris Cahill
Christopher Bruce "Chris" Cahill  (* 25. prosince 1984, Sydney) je australsko-samojský fotbalový záložník a reprezentant Samoy, od roku 2006 hráč klubu St. George Saints.
Jeho bratrem je Tim Cahill, fotbalový reprezentant Austrálie.

## Reprezentační kariéra
V roce 2007 odehrál za reprezentační A-mužstvo Samoy tři zápasy, v nichž dvakrát skóroval.